# Diplo
Thomas Wesley Pentz (Tupelo, 10 de novembro de 1978), conhecido como Diplo, é um DJ e produtor musical norte-americano que mistura em seus sets e produções, influências de moombahton, trap, dancehall, electro house e reggaeton. Diplo é membro das bandas eletrônicas Major Lazer, formada por Diplo, Jillionaire e Walshy Fire; Jack Ü, dupla formada com Skrillex; LSD, formada com Labrinth e Sia; e Silk City dupla formada com Mark Ronson.

## Influências

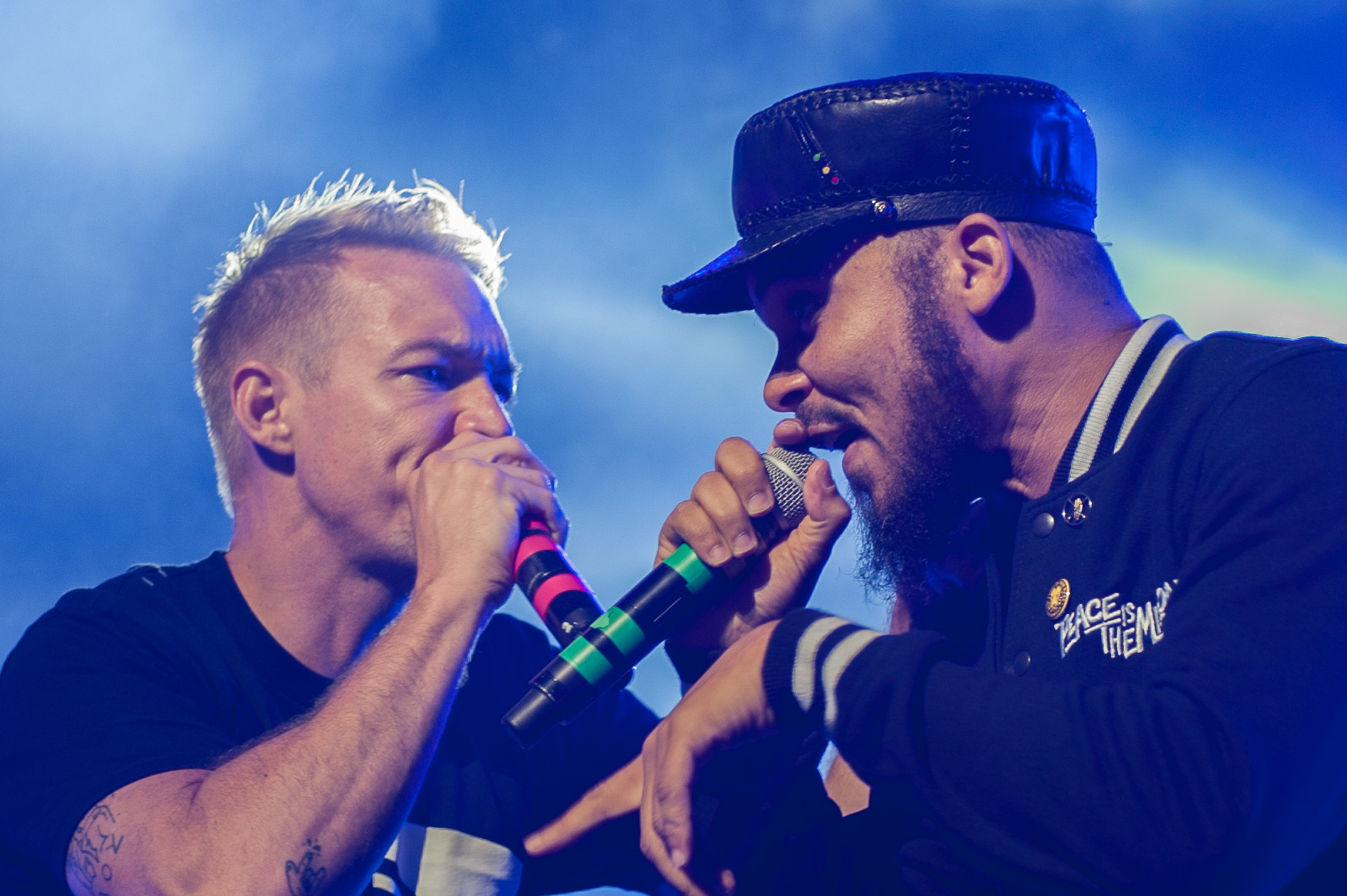
Diplo e Walshy Fire do Major Lazer performando no Flow Festival em Helsinki, na Finlândia (2015)

Diplo conheceu o funk através de uma fita que suas amigas argentinas escutavam sem parar. Sua obsessão foi tão grande que Diplo resolveu comprar uma passagem e ver com seus próprios olhos o que era o funk (que a imprensa estrangeira chama de baile funk). Depois de procurar e não achar nada nas lojas de discos convencionais, um novo mundo foi descoberto, com mixtapes caseiras em CD-R, bailes em locais nada turísticos e todo clima que circunda o funk.
Além paixão pelo hip hop old school/electro (bases do funk), Diplo viu no funk uma versão ainda mais punk do tão amado dirty south, o rap produzido em sua  terra natal, no sul dos Estados Unidos . Assim como o funk, o dirty south sempre foi relegado a um segundo plano, classificado como "música de pobre". Ao ver com seus próprios olhos a natureza do funk carioca, Diplo se sentiu em casa.
O resultado dessa mistura de dirty south, electro, hip hop, funk e ragga recebeu o nome de Florida, lançado pelo conglomerado Big Dada/Ninja Tune (selo de propriedade da dupla Coldcut, e ponta de lança de alguns dos maiores nomes da música moderna como Roots Manuva, Jaga Jazzist, Kid Koala e outros). O ponto central do disco é a música "Diplo Rhythm". Sandra Melody antecipa o “aproach” de M.I.A. sobre uma base electro ragga, que apenas faz o caminho para Vybz Cartel (um dos grandes nomes do novo som jamaicano) levar a Jamaica para Nova Iorque, e fechando o grande ciclo da tal invasão que o terceiro mundo está promovendo na música eletrônica. Pantera & Os Danadinhos tomam para si a base, levando a mesma para uma volta no Rio de Janeiro. Diplo conheceu uma "funkeira mirim" Brenda B.

## M.I.A.
Diplo, já despontando como revelação, vai discotecar na Fabric (um grande clube em Londres) e toca uma das músicas do seu set, a até então obscura Galang. Intrigada M.I.A. vai até a cabine do DJ. Diplo mostra para M.I.A. o mundo do funk carioca, que o leva a produzir o single Bucky Done Gun que sampleava quase que integralmente "Injeção", uma canção da funkeira carioca Deize Tigrona. Juntos criam em 2004 uma prévia de Arular (disco de estreia de M.I.A.) chamado "Piracy Funds Terrorism", uma mixtape que apresentava ao mundo o talento da dupla. Quase que ao mesmo tempo, Diplo lançava Favela On Blast, sua mixtape de funk carioca. E, graças ao sucesso destas mixtapes e o hype gigante em torno de M.I.A., Florida alcançou grande divulgação.

## Volta ao Brasil
No primeiro semestre de 2005, Diplo voltou para o Rio para gravar músicas de seu novo disco, para encontrar com seu mestre DJ Marlboro, e apresentação surpresa no bar Milo Garage, em São Paulo. Em novembro apresenta-se na edição carioca do Tim Festival sozinho e fazendo bases para M.I.A.. Neste mesmo ano começa a produzir um documentário sobre o funk carioca.
Em 2006, criou o selo Mad Decent, cujo primeiro lançamento foi um CD promo e um vinil do quarteto curitibano Bonde do Role. Em julho, ao lado do Bonde e do grupo paulistano Cansei de Ser Sexy parte para uma turnê pelos Estados Unidos e Canadá. Antes, em maio, também com o Bonde, faz uma série de apresentações pela Europa.
Em 2016, Diplo veio tocar no festival de música Lollapalooza, que acontece em São Paulo. O artista gostou tanto do Brasil, que no dia seguinte trocou seu nickname do Twitter para "Wesley Safadão". Em retribuição, Wesley fez o mesmo e seu nickname virou "Diplo Safadão".
Ainda em 2016 a cantora e drag Queen Pabllo Vittar revelou que seu novo álbum teria uma faixa co-produzida pelo Diplo. Em Julho de 2017, como parte do projeto Major Lazer, lança um single em que volta a colaborar com Pabllo Vittar, assim como Anitta, intitulado "Sua Cara", que está incluído no EP "Know No Better". Em Janeiro de 2018 liberou para o publico a faixa intitulada "Então Vai", com influências de estilos do Nordeste Brasileiro e do Reggae.

## Vida pessoal
Diplo nasceu em 10 de novembro de 1978, em Tupelo, Mississippi, filho de Barbara Jean (nascida Cox) e Thomas Pentz. Diplo se formou na Hendersonville High School em Hendersonville, Tennessee.
Diplo tem três filhos: Lockett e Lazer, com Kathryn Lockhart; e Pace, com Jevon King.
Ele namorou a rapper M.I.A. de 2003 a 2008. M.I.A. mais tarde disse que seu relacionamento tumultuado envolveu abuso emocional dele. Diplo namorou a cantora Katy Perry por quase um ano entre 2014 e 2015.
Diplo é um fã de futebol e críquete e torcedor da seleção masculina dos EUA. O músico também apoia o Arsenal F.C. e assistiu a dois jogos do Tigres UANL. Ele criou um mix para a Copa do Mundo FIFA de 2014 e produziu a música oficial da Copa do Mundo FIFA de 2018 “Live It Up”. Diplo comprou uma participação minoritária do Arizona United Soccer Club da Liga USL de Futebol em 27 de janeiro de 2016. Ele afirmou: “Tive muita sorte de viajar por todo o mundo e conhecer diferentes culturas através da música. Onde quer que eu esteja, Jamaica, Espanha, Inglaterra, China, etc., o futebol é uma constante social. Eu vejo o futebol da mesma forma que vejo a música, como um tecido conjuntivo que liga as culturas do mundo”.
Em 24 de fevereiro de 2016, Diplo endossou Bernie Sanders como o candidato presidencial do Partido Democrata. O anúncio de Sanders “It's A Revolution” tem como trilha sonora a faixa de 2013 de Diplo “Revolution”. Em 9 de junho de 2016, Diplo foi destaque na capa da revista de mídia de entretenimento americana Billboard.
Em 1.º de maio de 2019, Diplo transmitiu ao vivo o casamento de Joe Jonas e Sophie Turner em Las Vegas no Instagram, “sem saber que era um casamento sério”. Logo depois que o casal disse aos tablóides que Diplo arruinou o casamento, o DJ respondeu nas redes sociais. Cinco meses depois, Diplo e os Jonas Brothers lançaram uma música intitulada “Lonely”. O videoclipe oficial da música narra as tentativas de Diplo de fazer as pazes com Joe Jonas e seus irmãos.
Em 9 de julho de 2020, Diplo se juntou à senadora Kamala Harris e outros artistas para o “Get Up, Stand Up!”, angariação de fundos virtual em apoio à campanha presidencial de Joe Biden em 2020.

## Discografia

### Álbuns de estúdio
| Título  | Detalhe do álbum                                                                             |
| ------- | -------------------------------------------------------------------------------------------- |
| Florida | - Lançamento: 21 de setembro de 2004 - Gravadora: Big Dada - Formatos: CD, digital download  |
| Diplo   | - Lançamento: 4 de março de 2022 - Gravadora: Higher Ground - Formatos: CD, digital download |

### Álbuns de compilação
| Título                          | Detalhe do álbum                                                                           |
| ------------------------------- | ------------------------------------------------------------------------------------------ |
| Decent Work for Decent Pay      | - Lançamento: 26 de janeiro de 2009 - Gravadora: Big Dada - Formatos: CD, digital download |
| Random White Dude Be Everywhere | - Lançamento: 29 de julho de 2014 - Gravadora: Mad Decent - Formatos: CD, digital download |

## Singles

### Como artista principal
| Título                                                                                        | Ano  | Posições em paradas músicais | Posições em paradas músicais | Posições em paradas músicais | Posições em paradas músicais | Posições em paradas músicais | Posições em paradas músicais | Posições em paradas músicais | Posições em paradas músicais | Posições em paradas músicais | Posições em paradas músicais | Certificações                                                              | Álbum             |
| Título                                                                                        | Ano  | EUA                          | AUS                          | AUT                          | BEL                          | FRA                          | ALE                          | HOL                          | SUE                          | SUI                          | UK                           | Certificações                                                              | Álbum             |
| --------------------------------------------------------------------------------------------- | ---- | ---------------------------- | ---------------------------- | ---------------------------- | ---------------------------- | ---------------------------- | ---------------------------- | ---------------------------- | ---------------------------- | ---------------------------- | ---------------------------- | -------------------------------------------------------------------------- | ----------------- |
| "C'mon (Catch 'Em by Surprise)" (vs. Tiësto featuring Busta Rhymes)                           | 2011 | —                            | —                            | —                            | 39                           | —                            | 68                           | 8                            | —                            | 68                           | 13                           | - BPI: prata                                                               | Non-album singles |
| "Set It Off" (featuring Lazerdisk Party Sex)                                                  | 2012 | —                            | —                            | —                            | —                            | 116                          | —                            | —                            | —                            | —                            | —                            |                                                                            | Non-album singles |
| "Earthquake" (vs. DJ Fresh featuring Dominique Young Unique)                                  | 2013 | —                            | —                            | —                            | 21                           | —                            | —                            | —                            | —                            | —                            | 4                            | - BPI: prata                                                               | Non-album singles |
| "Revolution" (featuring Imanos, Faustix and Kai)                                              | 2013 | —                            | —                            | —                            | —                            | 155                          | —                            | —                            | —                            | —                            | —                            |                                                                            | Non-album singles |
| "Boy Oh Boy" (with GTA)                                                                       | 2013 | —                            | —                            | —                            | —                            | —                            | —                            | —                            | —                            | —                            | 52                           |                                                                            | Non-album singles |
| "Freak" (with Steve Aoki and Deorro featuring Steve Bays)                                     | 2014 | —                            | —                            | —                            | 68                           | —                            | —                            | —                            | —                            | —                            | —                            |                                                                            | Non-album singles |
| "Be Right There" (with Sleepy Tom)                                                            | 2015 | —                            | 34                           | —                            | 19                           | 123                          | 69                           | 83                           | 91                           | —                            | 8                            | - RIAA: ouro - BPI: prata - RMNZ: platina                                  | Non-album singles |
| "Hey Baby" (vs. Dimitri Vegas & Like Mike featuring Deb's Daughter)                           | 2016 | —                            | —                            | —                            | 1                            | —                            | 65                           | —                            | —                            | —                            | —                            |                                                                            | Non-album singles |
| "Bang Bang" (vs. DJ Fresh featuring R. City, Selah Sue and Craig David)                       | 2016 | —                            | —                            | —                            | 35                           | —                            | —                            | —                            | —                            | —                            | —                            | - BEA: ouro                                                                | Non-album singles |
| "Get It Right" (featuring MØ)                                                                 | 2017 | —                            | —                            | —                            | 21                           | 142                          | —                            | —                            | —                            | —                            | —                            |                                                                            | Non-album singles |
| "Welcome to the Party" (with French Montana and Lil Pump featuring Zhavia Ward)               | 2018 | 78                           | —                            | —                            | —                            | —                            | —                            | —                            | —                            | —                            | —                            | - RIAA: ouro                                                               | Non-album singles |
| "Sun in Our Eyes" (with MØ)                                                                   | 2018 | —                            | —                            | —                            | 17                           | —                            | —                            | —                            | —                            | —                            | —                            |                                                                            | Non-album singles |
| "Close to Me" (with Ellie Goulding featuring Swae Lee)                                        | 2018 | 24                           | 25                           | 32                           | 16                           | 121                          | 44                           | 22                           | 38                           | 52                           | 17                           | - RIAA: platina - ARIA: 2× platina - BPI: prata - MC: platina - RMNZ: ouro | Non-album singles |
| "Spicy" (with Herve Pagez featuring Charli XCX)                                               | 2019 | —                            | —                            | —                            | —                            | 87                           | —                            | —                            | —                            | —                            | —                            |                                                                            | Non-album singles |
| "On My Mind" (with Sidepiece)                                                                 | 2019 | —                            | —                            | —                            | 4                            | —                            | —                            | —                            | —                            | —                            | 57                           | - BPI: prata                                                               | Diplo             |
| "Looking for Me" (with Paul Woolford featuring Kareen Lomax)                                  | 2020 | —                            | 32                           | —                            | —                            | —                            | —                            | —                            | —                            | —                            | 4                            | - ARIA: platina - BPI: platina                                             | Diplo             |
| "Don't Forget My Love" (with Miguel)                                                          | 2022 | —                            | —                            | —                            | —                            | —                            | —                            | —                            | —                            | —                            | 30                           | - BPI: prata                                                               | Diplo             |
| "—" indica que a gravação não foi incluída nas paradas ou não foi distribuída naquela região. |      |                              |                              |                              |                              |                              |                              |                              |                              |                              |                              |                                                                            |                   |

## Filmografia

### Cinema
| Ano  | Título                   | Papel           | Notas                  |
| ---- | ------------------------ | --------------- | ---------------------- |
| 2008 | Favela on Blast          | Ele mesmo       | Também diretor         |
| 2010 | Malice N Wonderland      | Garçom #2       | Curta-metragem         |
| 2014 | 22 Jump Street           | Ele mesmo       | Aparição não creditada |
| 2015 | 808                      | Ele mesmo       | Documentário musical   |
| 2016 | I'll Sleep When I'm Dead | Ele mesmo       | Documentário           |
| 2018 | Florida to California    | Ele mesmo       | Documentário           |
| 2019 | Detetive Pikachu         | Ele mesmo       |                        |
| 2020 | The High Note            | Richie Williams |                        |

### Televisão
| Ano  | Título             | Papel                      | Notas                                           |
| ---- | ------------------ | -------------------------- | ----------------------------------------------- |
| 2016 | Ridiculousness     | Ele mesmo                  | Episódio: "Diplo"                               |
| 2017 | Chelsea            | Ele mesmo                  | Episódio: "Dinner Party: Ending on a High Note" |
| 2020 | The Price Is Right | Ele mesmo/Modelo convidado | Temporada 48: Day 4 of Music Week               |

## Prêmios e indicações
| Ano  | Premiação                        | Categoria                           | Trabalho indicado                                  | Resultado |
| ---- | -------------------------------- | ----------------------------------- | -------------------------------------------------- | --------- |
| 2005 | PLUG Awards                      | New Artist of the Year              | Ele mesmo                                          | Indicado  |
| 2005 | PLUG Awards                      | DJ Album of the Year                | Favela On Blast                                    | Indicado  |
| 2006 | PLUG Awards                      | DJ Album of the Year                | FabricLive.24                                      | Indicado  |
| 2006 | PLUG Awards                      | Record Producer of the Year         | Ele mesmo                                          | Indicado  |
| 2007 | PLUG Awards                      | DJ Album of the Year                | FabricLive.24                                      | Indicado  |
| 2009 | Grammy Awards                    | Gravação do Ano                     | "Paper Planes"                                     | Indicado  |
| 2011 | International Dance Music Awards | Best Electro/Tech House Track       | "C'mon"                                            | Indicado  |
| 2011 | International Dance Music Awards | Best Trance Track                   | "C'mon"                                            | Indicado  |
| 2011 | International Dance Music Awards | Best Remixer                        | Ele mesmo                                          | Indicado  |
| 2012 | Grammy Awards                    | Melhor Canção de Rap                | "Look at Me Now"                                   | Indicado  |
| 2012 | Camerimage                       | Melhor Vídeoclipe                   | "Express Yourself"                                 | Indicado  |
| 2013 | Grammy Awards                    | Produtor do Ano, Não Clássico       | Diplo                                              | Indicado  |
| 2013 | Camerimage                       | Melhor Vídeoclipe                   | "Earthquake"                                       | Indicado  |
| 2013 | International Dance Music Awards | Best North American DJ              | Ele mesmo                                          | Indicado  |
| 2013 | International Dance Music Awards | Best Producer                       | Ele mesmo                                          | Indicado  |
| 2013 | International Dance Music Awards | Best North American DJ              | Ele mesmo                                          | Indicado  |
| 2014 | International Dance Music Awards | Best Producer                       | Ele mesmo                                          | Indicado  |
| 2014 | International Dance Music Awards | Best North American DJ              | Ele mesmo                                          | Indicado  |
| 2015 | International Dance Music Awards | Best North American DJ              | Ele mesmo                                          | Indicado  |
| 2015 | International Dance Music Awards | Best Producer                       | Ele mesmo                                          | Indicado  |
| 2015 | International Dance Music Awards | Best Dubstep/Drum & Bass DJ         | Ele mesmo                                          | Indicado  |
| 2015 | International Dance Music Awards | Best Dubstep/Drum & Bass Track      | "Dirty Vibe"                                       | Indicado  |
| 2015 | International Dance Music Awards | Best Podcast or Radio Mixshow       | Diplo and Friends                                  | Indicado  |
| 2016 | Grammy Awards                    | Produtor do Ano, Não Clássico       | Diplo                                              | Indicado  |
| 2016 | Grammy Awards                    | Melhor Gravação de Dance            | "Where Are Ü Now" (com Skrillex and Justin Bieber) | Venceu    |
| 2016 | Grammy Awards                    | Melhor Álbum de Dance ou Eletrônica | Skrillex and Diplo Present Jack Ü (com Skrillex)   | Venceu    |
| 2016 | International Dance Music Awards | Best Podcast or Radio Mixshow       | Diplo and Friends                                  | Indicado  |
| 2016 | International Dance Music Awards | Best Producer                       | Ele mesmo                                          | Indicado  |
| 2016 | International Dance Music Awards | Best Global DJ                      | Ele mesmo                                          | Indicado  |
| 2016 | International Dance Music Awards | Best North American DJ              | Ele mesmo                                          | Indicado  |
| 2016 | International Dance Music Awards | Best EDM/Pop DJ                     | Ele mesmo                                          | Indicado  |
| 2017 | Grammy Awards                    | Álbum do Ano                        | Lemonade (as a producer)                           | Indicado  |
| 2017 | Grammy Awards                    | Álbum do Ano                        | Purpose (as a producer)                            | Indicado  |
| 2017 | Electronic Music Awards          | Radio Show of the Year              | Diplo & Friends                                    | Venceu    |
| 2017 | Electronic Music Awards          | DJ of the Year                      | Ele mesmo                                          | Indicado  |
| 2019 | Grammy Awards                    | Melhor Gravação de Dance            | "Electricity" (com Mark Ronson and Dua Lipa)       | Venceu    |
| 2019 | GAFFA-Prisen Awards              | Melhor Artista Internacional        | Ele mesmo                                          | Venceu    |
| 2019 | GAFFA-Prisen Awards              | Melhor Álbum Internacional          | California                                         | Indicado  |
| 2021 | iHeartRadio Music Awards         | Álbum Dance do Ano                  | Diplo Presents Thomas Wesley, Chapter 1: Snake Oil | Venceu    |